# Strongyloides venezuelensis
Strongyloides venezuelensis is een rondworm uit de familie Strongyloididae. De soort komt voor als parasiet bij knaagdieren, waaronder muizen en ratten. De worm wordt veel onderzocht omdat hij sterk lijkt op Strongyloides stercoralis die bij mensen voorkomt, en muizen en ratten gemakkelijk te onderzoeken zijn in een laboratorium.